# Casarrubuelos
Casarrubuelos település Spanyolországban, Madrid tartományban. Casarrubuelos Illescas, Ugena és Cubas de la Sagra községekkel határos. Lakosainak száma 4211 fő (2024).

## Népesség
A település népessége az utóbbi években az alábbiak szerint változott:
| Lakosok száma | 875  | 1805 | 2894 | 3062 | 3279 | 3460 | 3650 | 3778 | 3961 | 4211 |
|               | 2001 | 2004 | 2007 | 2009 | 2012 | 2014 | 2017 | 2019 | 2022 | 2024 |